# 五福花鼠尾草
五福花鼠尾草（学名：Salvia adoxoides）为唇形科鼠尾草属的植物，是中国的特有植物。分布在中国大陆的广西等地，生长于海拔180米的地区，多生长于山坡田地，目前尚未由人工引种栽培。